# Цакирис, Афанасиос
Афанасиос «Танасис» Цакирис (греч. Αθανάσιος Τσακίρης; 15 января 1965, Драма, Греция) — греческий биатлонист и лыжник, участник пяти зимних Олимпийских игр (1988, 1992, 1994, 1998 и 2010). Занимается биатлоном с 1983 года. Призёр этапа Кубка IBU 2010 года по летнему биатлону, многократный чемпион Греции.

## Карьера биатлониста
Впервые принял участие в крупных биатлонных турнирах в 1989 году на чемпионате мира в австрийском Файстрице. Затем в течение 23 лет регулярно появлялся на различных соревнованиях. Цакирис — участник Олимпийских игр в Калгари (лыжные гонки), в Альбервиле, Лиллехаммере, Нагано и Ванкувере. В Лиллехаммере он показал свой лучший результат в карьере, став 37-м в индивидуальной гонке, лишь 0,7 сек уступив занявшему 36-е место 20-летнему дебютанту зимних Олимпиад Уле-Эйнару Бьёрндалену.
Кроме того, спортсмен принимал участие в 8 чемпионатах мира. В последний раз Цакирис был на главном биатлонном старте года в 2012 году в немецком Рупольдинге. Тогда ему было 47 лет и он стал самым возрастным спортсменом, принявшим участие в турнире. В последние годы биатлонист выступал на крупных стартах вместе со своей дочерью Панайотой. Она участвовала в женских соревнованиях на Олимпиаде в Ванкувере и на чемпионатах мира 2009 и 2012 годов.
Завершил карьеру в сезоне 2015/2016 годов. В 50 лет.
Сейчас Цакирис является главным тренером сборной Греции по биатлону.

## Интересные факты
- Помимо биатлонных соревнований спортсмен принимал участия в соревнованиях по лыжным гонкам, в том числе в Олимпийских играх в 1988 и 1992 годах.
- Цакирис трижды (1988, 1992 и 2010) открывал парад наций на зимних Олимпийских играх (греки традиционно открывают его на летних и зимних Играх).